# 源氏物語絵巻

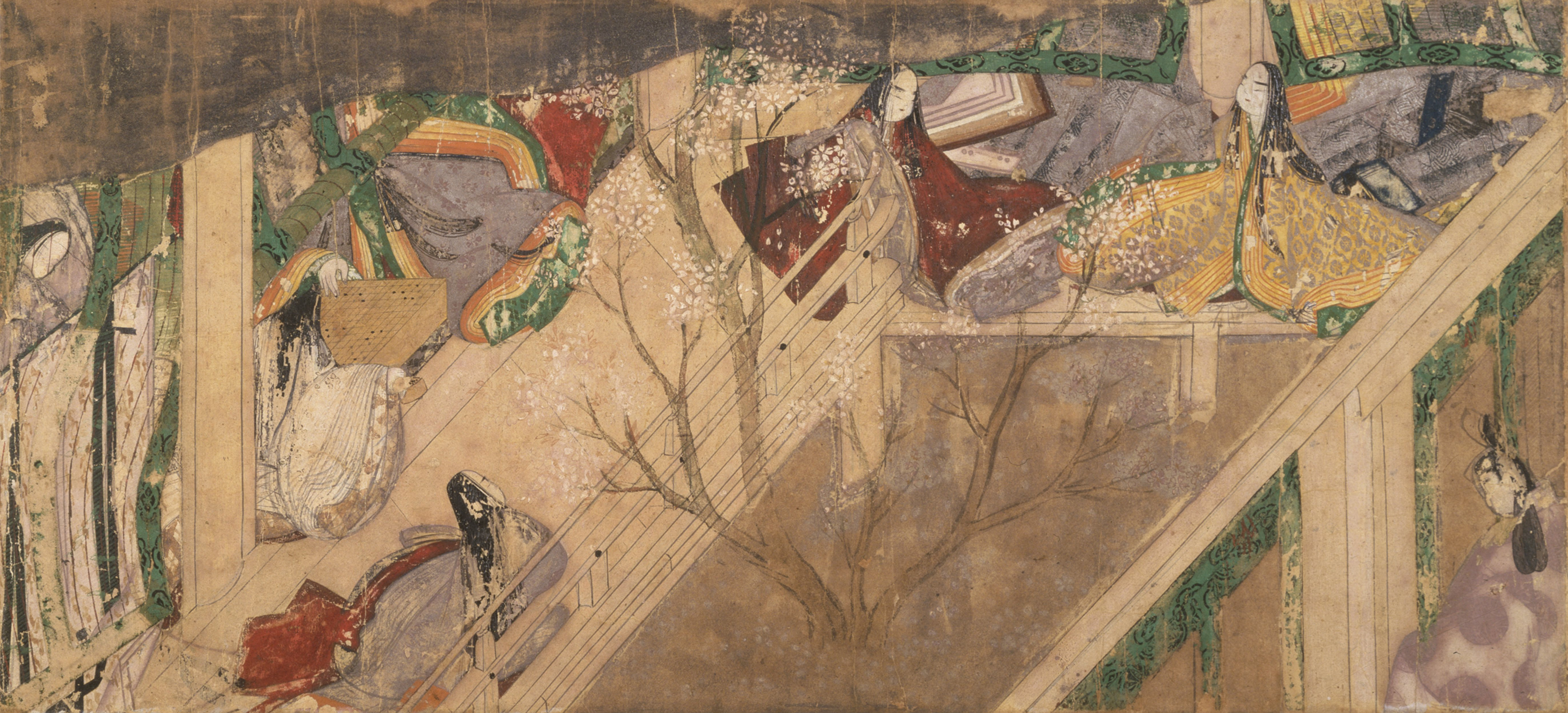
竹河二 春三月、場所は玉鬘邸。玉鬘の娘・大君と中の君の姉妹を垣間見る蔵人少将（右端）。姉妹（左手の邸内）は壺前栽（中庭）の桜を賭け物にして碁を打っている。簀子にいる盛装の女性は女房たち。

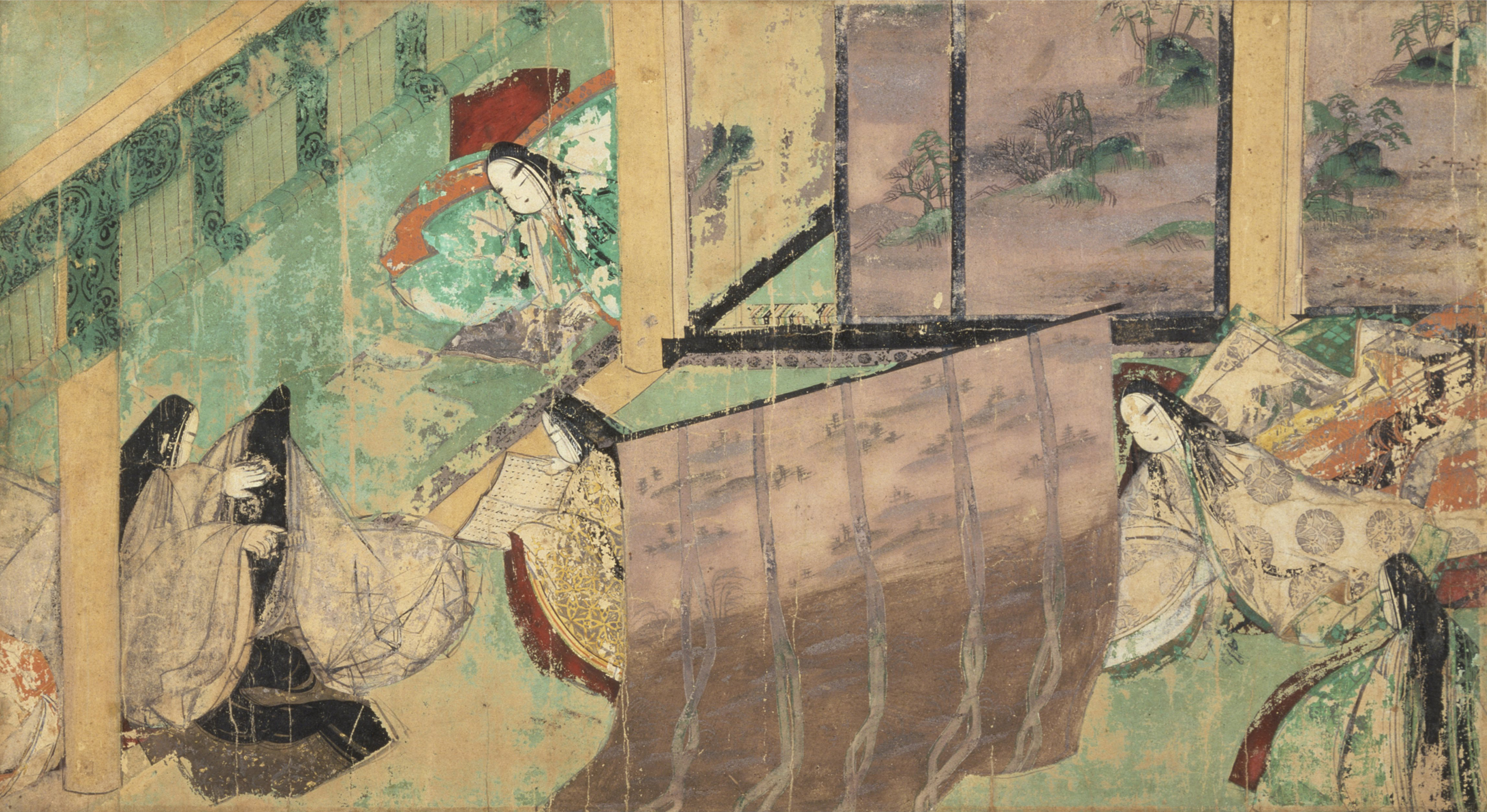
東屋一 手前は女房に髪を梳かせている宇治の中の君（後姿）。中の君の右に横顔の見えるのは女房の右近。奥は浮舟。匂宮に強引に言い寄られて傷心の浮舟をなぐさめようと、異母姉の中の君は物語絵を持ち出す。右近が物語の詞書を朗読し、浮舟はそれを聞きながら冊子の物語絵に見入る。この図は、当時の物語鑑賞や絵画鑑賞のあり方を具体的に伝える貴重な資料である。

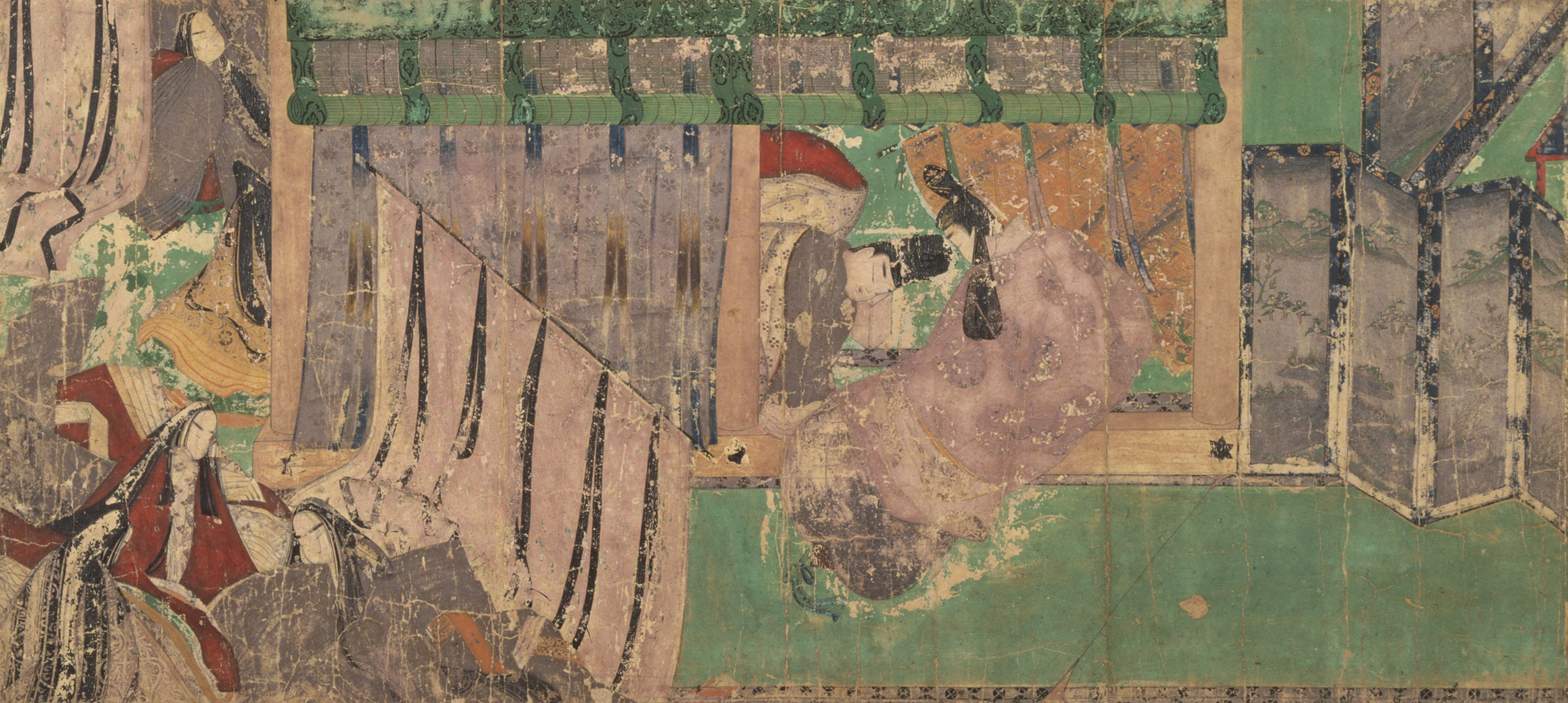
柏木二 柏木は、源氏の君の正妻・女三の宮との密通事件の後、重い病に臥せていた。場所は柏木邸。病の床に臥す柏木は、見舞いに来た幼な友達の夕霧に後事を託す。

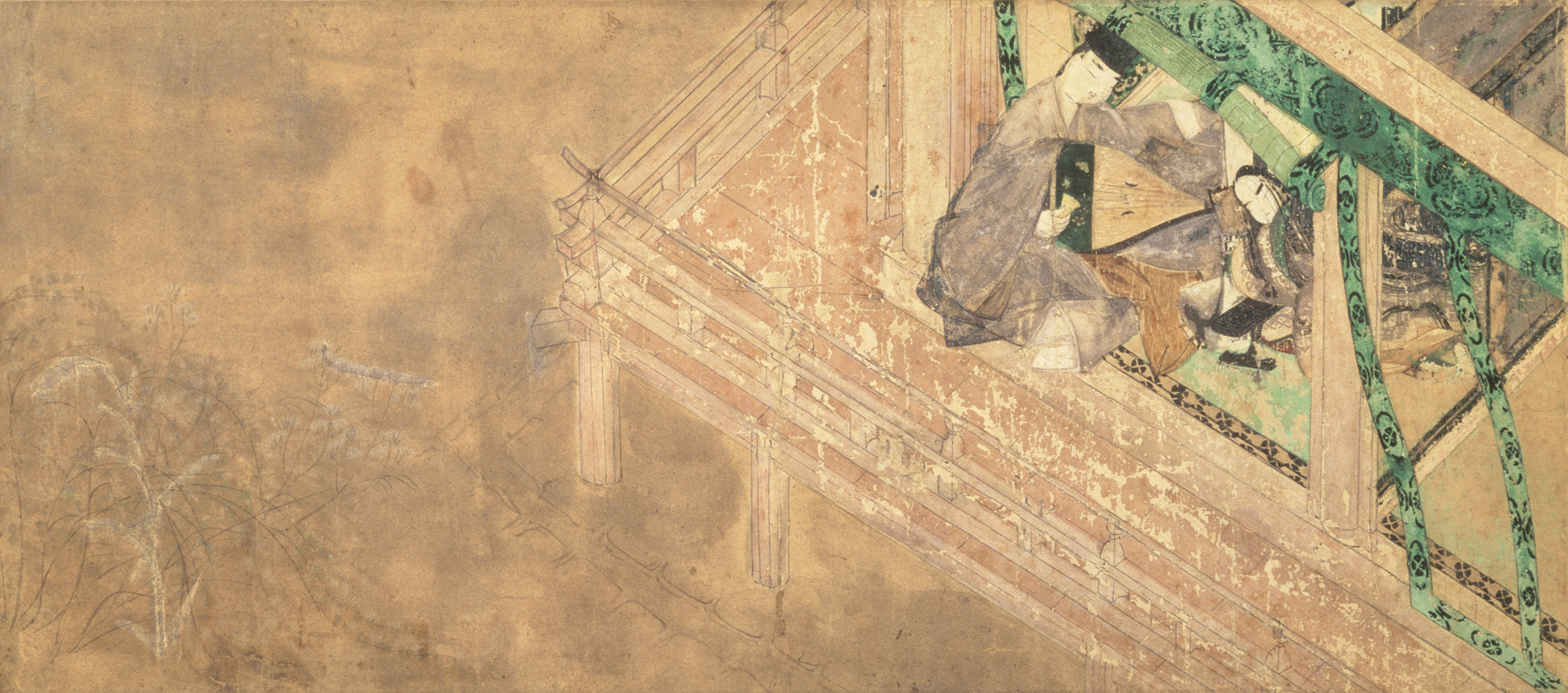
宿木三 琵琶を弾く匂宮と中の君。場所は匂宮の二条院の対の屋。匂宮は六の君（夕霧の娘）を北の方とし、中の君のいる二条院には滅多に顔を見せない。身重の中の君の想いは複雑である。そうした中の君の相談相手になってくれるのは薫だった。匂宮は琵琶を弾いて中の君をなぐさめようとするが、中の君には薫の移り香がし、匂宮は2人の仲を怪しむ。斜めの構図が男女の不安定な心を象徴する。庭の尾花が、季節が晩秋であることを告げる。

源氏物語絵巻（げんじものがたりえまき）は、源氏物語を題材にした絵巻物である。源氏物語を題材とする絵巻物は複数存在するが、本項では通称「隆能源氏」（たかよしげんじ）と呼ばれている平安時代末期の作品で、国宝に指定されている作品について述べる。

## 概要
かつて「隆能源氏」と呼ばれてきた『源氏物語絵巻』は、源氏物語を題材にして制作された絵巻としては現存最古のもので、平安時代末期の制作であるとされている。『伴大納言絵詞』、『信貴山縁起絵巻』、『鳥獣人物戯画』（いずれも国宝）とともに日本四大絵巻と称される。なお、日本四大絵巻には鳥獣人物戯画の代わりに『粉河寺縁起絵巻』をあげる見解も存在する。
本来は源氏物語の54帖全体について作成されたと考えられている。各帖より1ないし3場面を選んで絵画化し、その絵に対応する物語本文を書写した「詞書」を各図の前に添え、「詞書」と「絵」を交互に繰り返す形式である。全部で10巻程度の絵巻であったと推定される。
引目鉤鼻や吹抜屋台といった技法を用いて描かれた。

## 現存状況
本絵巻で現存するのは絵巻全体の一部分のみである。
名古屋市の徳川美術館に絵15面・詞28面（蓬生、関屋、絵合（詞のみ）、柏木、横笛、竹河、橋姫、早蕨、宿木、東屋の各帖）、東京都世田谷区の五島美術館に絵4面・詞9面（鈴虫、夕霧、御法の各帖）が所蔵され、それぞれ国宝に指定されている。徳川美術館に所蔵されている3巻強はもと尾張徳川家にあったものである。一方、五島美術館にある1巻弱はもと阿波蜂須賀家にあったものが明治20年頃に他の美術品などと一括して美術商柏木探古に売却され、その後実業家で茶人の益田孝（鈍翁）の所蔵となり、さらに戦後になって東京コカ・コーラボトリングの創業者・高梨仁三郎の所有となり、東急グループの総帥・五島慶太が同人の死の直前に買い取ったものである。
徳川本・五島本とも1932年（昭和７年）、保存上の配慮から田中親美によって詞書と絵を切り離し、巻物の状態から桐箱製の額装に改めたものの、徳川本に関しては、2018年（平成30年）、台紙が反ったり、紙に亀裂が出たりしたという、保存上の理由から、再び巻子本に表装し直された。
このほか、東京国立博物館に若紫の巻の絵の断簡があり、書芸文化院の春敬記念書道文庫に飯島春敬が収集した末摘花、松風、常夏、柏木の詞書の断簡が、その他数箇所に若紫、薄雲、少女、蛍、柏木の詞書の断簡が所蔵されている。但し個人蔵とされているものの中には現在所在不明になっているものもあるとされている。2015年11月13日、徳川美術館により源氏物語絵巻の修理過程で計3面から構図の異なる下絵が見つかったと発表された。

## 伝来
徳川本・五島本が、それぞれ尾張徳川家・蜂須賀家に入る以前の伝来は、徳川義親による駿河御譲本説もあった。ところが、徳川美術館学芸部長の四辻秀紀は、徳川・五島本『源氏物語絵巻』の来歴について、幕末に鷹司家から尾張徳川家、蜂須賀家に子女が嫁いでいることから、この説を否定し、鷹司家子女の嫁入り本として絵巻が贈られた可能性を、以下のように述べている

## 詞書本文

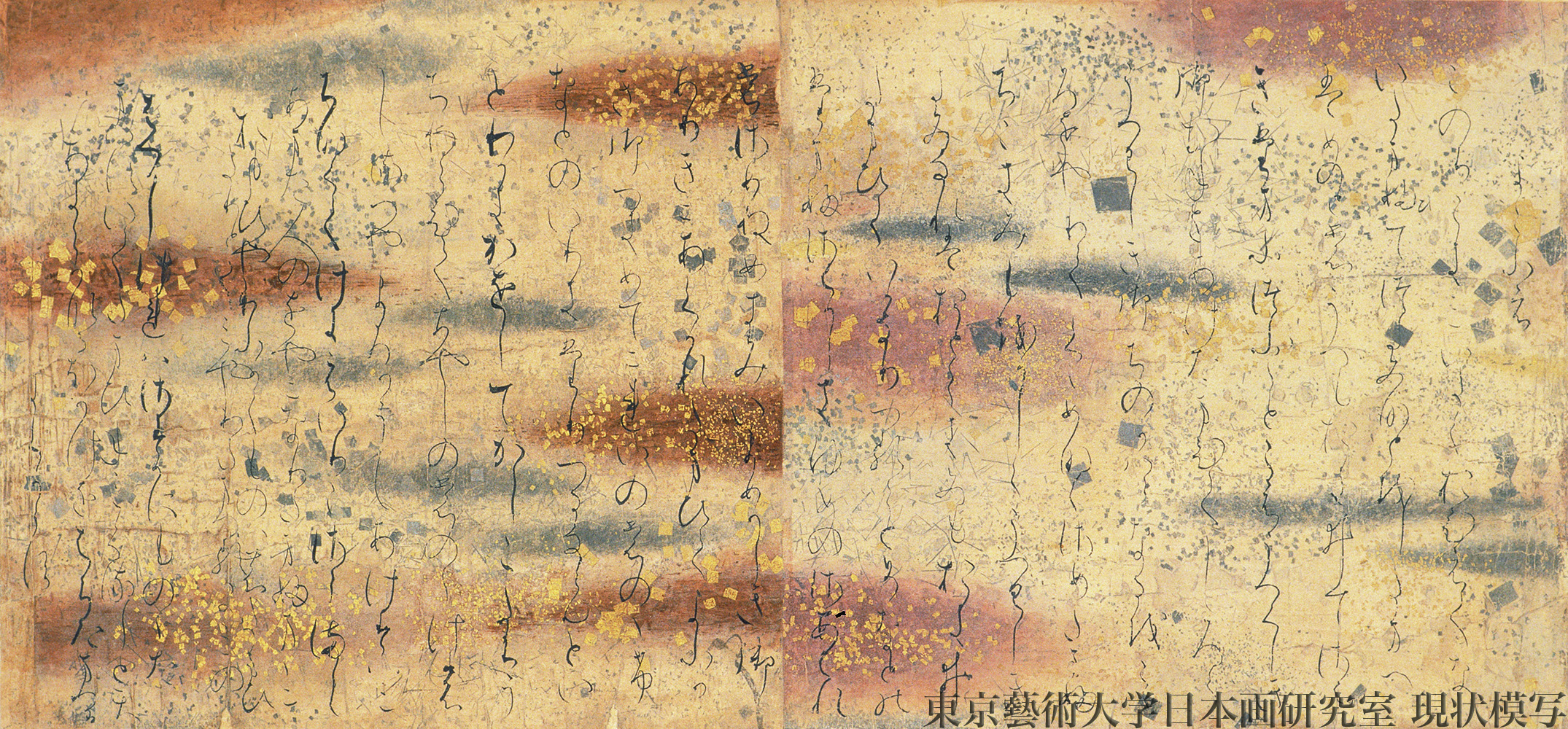
横笛　詞書

絵巻の詞書（ことばがき）として絵に対応する源氏物語の本文が抄出して書かれている。この本文の内容は青表紙本や河内本といった現在一般的に知られている源氏物語の本文と大筋で同じながら部分的にかなり異なる本文も含んでおり、中には陽明文庫本などの別本とされる本文に近いものを多く含んでいるとの指摘もある。これがもともと異なる本文を持つ写本を元にしたために異なるのか、それとも絵巻物の詞書という性質上もともとの本文を要約するなどの改変を加えたためなのかが不明であり、そのまま『源氏物語』の伝本とみなすことはできない。しかし、現在残っている源氏物語の本文として最も古いもので、平安朝の本文を今日に伝えてくれる現存唯一の重要なものである。また絵詞本文の伝来については、この絵詞本文作成の際に参照した書本（かきほん）が国冬本の系統であり、『河海抄』所引の従一位麗子本に一致するところがあることから、これらの本文系譜が一本に遡及されるとする説が唱えられている。近時、了悟「光源氏物語本事」に見える摂関家伝来の源氏物語本文の記事と、「柏木」巻の詞書の本文特性が別本の保坂本、国冬本に近接するという調査結果とを勘案して、この詞書本文を「摂関家伝領本」群本文と措定し、この本文系譜の祖本に「紫式部日記」に見える紫式部の「源氏の物語」草稿本を想定する論も提出された。

## 名称
本項で解説する「源氏物語絵巻」は絵師を藤原隆能と伝えることから一般に「隆能源氏」と呼ばれていた。源氏物語を題材にした絵巻物が数多くある中で国宝に指定されているものはこれだけであることから「国宝源氏物語絵巻」と呼ばれることもある。この呼称は所蔵先の五島美術館や徳川美術館のオフィシャルサイトやパンフレットなどにおいてしばしば使用されている。また所蔵先の名前を冠する形で「徳川本源氏物語絵巻」「五島本源氏物語絵巻」等と呼ばれることもある。
源氏物語を題材にした絵巻物は数多く存在し、「源氏物語絵巻」という名称で呼ばれる絵巻物もいくつか存在する。国宝本以外の著名な「源氏物語絵巻」としては狩野尚信によるもの、久隅守景によるもの、狩野栄川によるもの等がある。しかしながら現存している源氏物語を題材にした絵巻物の中では、「隆能源氏」が最も古く、最も著名であることから、単に「源氏物語絵巻」と呼ぶ場合には「隆能源氏」を指すことが多い。

## 画風

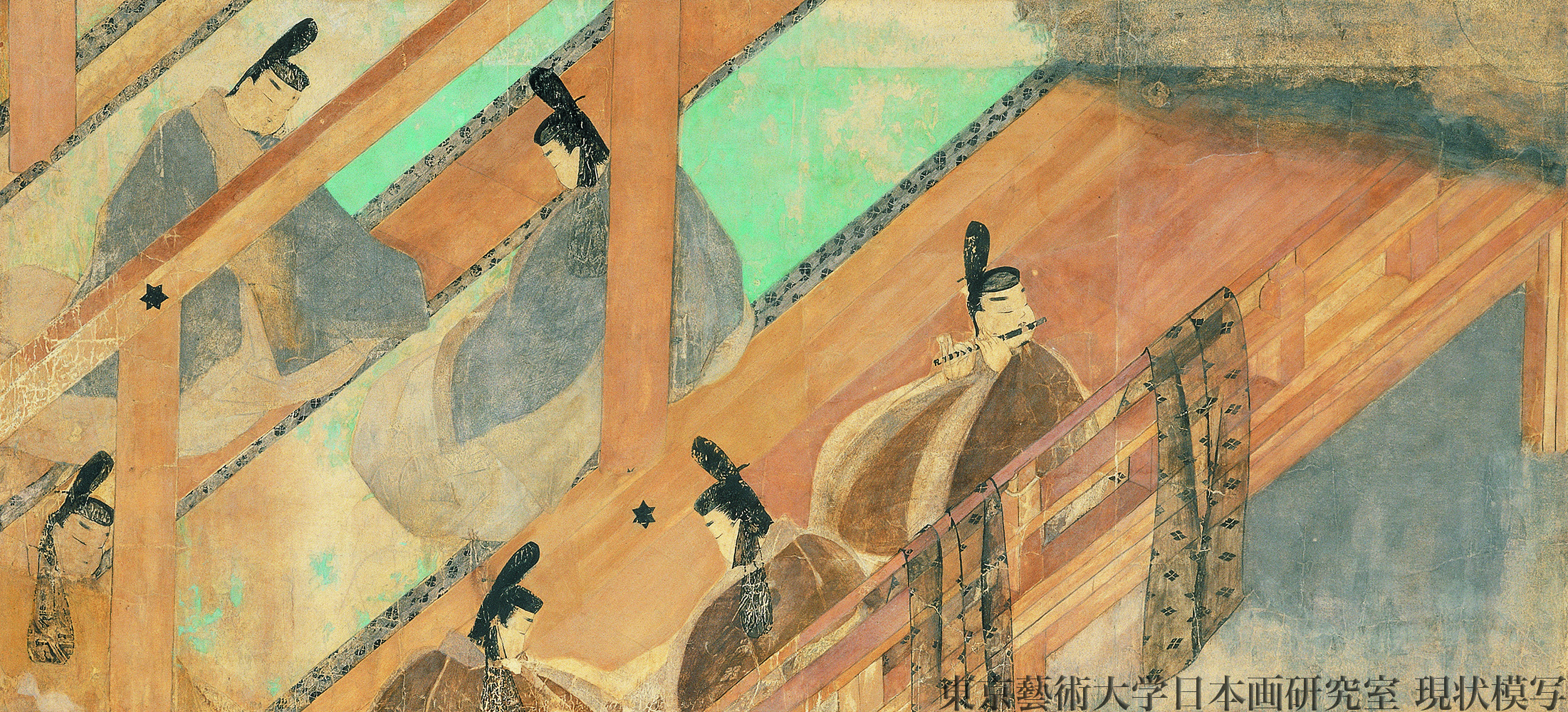
鈴虫 源氏の君は冷泉院から月見の宴に招かれる。柱を背に座るのが源氏、これに対するのが冷泉院。源氏の弟・冷泉院は、実は源氏と藤壺との密通によって生まれた不義の子であった。画面右の笛を吹く若い貴公子は源氏の子・夕霧とみられ、源氏は実の子と不義の子に挟まれて座している。

かつてこの「源氏物語絵巻」は平安時代末期に名高い絵師として活躍した藤原隆能が１人でこれを描き上げたと考えられていたために一般的に「隆能源氏」といった呼ばれかたをされていた。しかしながらこの絵巻を藤原隆能の作であるとすることについては特に確証はなく、江戸時代の鑑定家住吉広行（1755年（宝暦5年）-1811年（文化8年））が『倭錦』において言い始めたことであり、「隆能源氏」なる呼び方が広まったのは明治時代以後のことであるとされている。
近年の研究の進展に伴って、現存する部分だけでも、顔を描くときの筆致・画風の違いなどから
- A類 柏木、横笛、鈴虫、夕霧、御法の各帖
- B類 蓬生、関屋の各帖
- C類 若菜、早蕨、宿木、東屋の各帖
- D類 竹河、橋姫の各帖

の4つのグループに、また詞書の書風は
- 1類 柏木、横笛、鈴虫、夕霧、御法の各帖
- 2類 蓬生、関屋、絵合、松風の各帖
- 3類 若菜、末摘花、早蕨、宿木、東屋の各帖
- 4類 竹河、橋姫の各帖
- 5類 薄雲、乙女、蛍、常夏の各帖

の5つのグループに分かれ、これらはそれぞれ別の制作グループによるものと考えられるようになった。従って、現在では（古い時代の文献を引用する場合や、「かつて隆能源氏と呼ばれていた」といった表現をされる場合を除いて）「隆能源氏」と呼ばれることは基本的に無い。ただし、藤原隆能が本絵巻物を製作したグループのどれかの中にいた可能性はある。ないしは高いと考えられている。

## 昭和復元模写
源氏物語絵巻(昭和復元模写)とは、櫻井清香により徳川美術館に保存されている原本を複製した物。最新の科学技術を使って原本を精確に複写した平成復元模写と違い、絵に櫻井清香自身の個性が反映されているため、原本とはまた違った絵画作品となっているとされる。

## ギャラリー

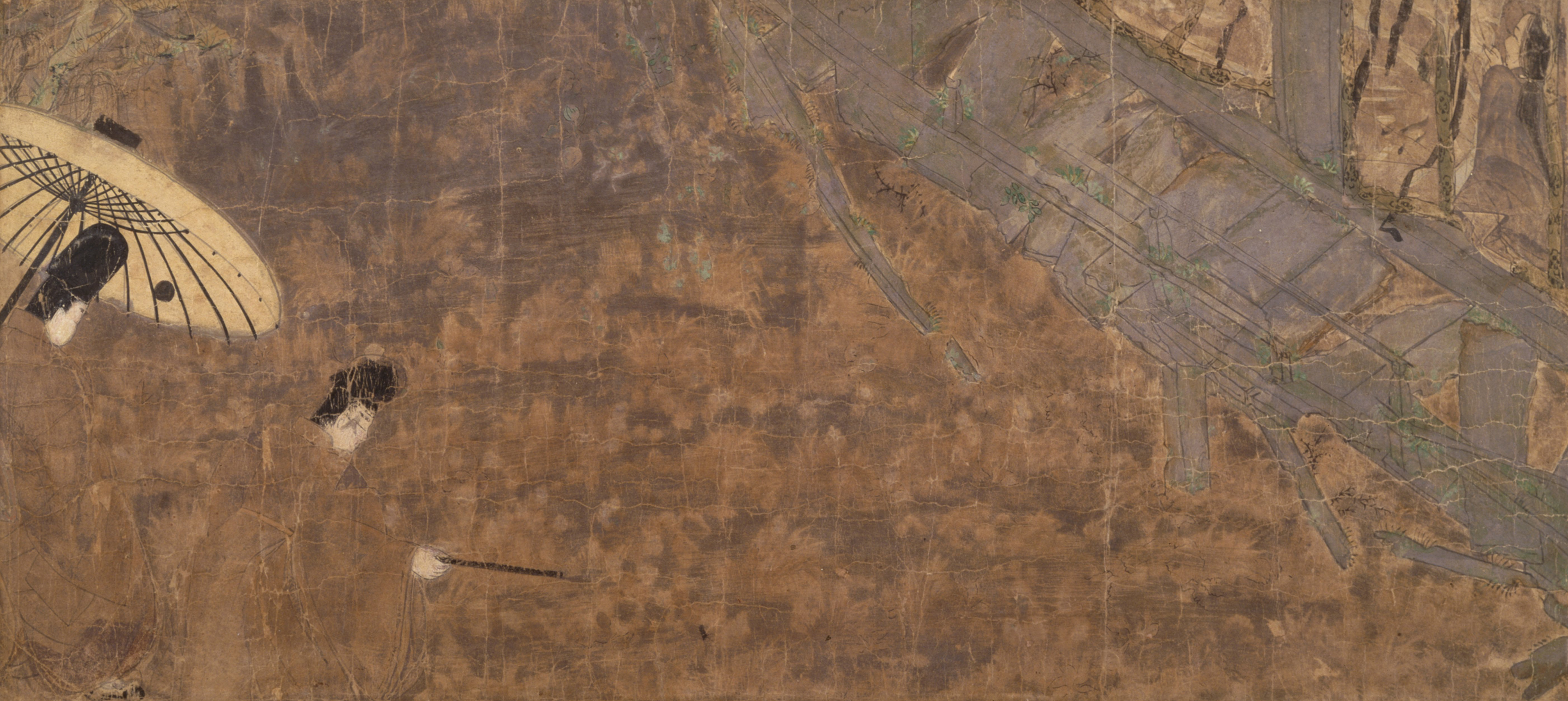
蓬生　初夏の月夜、源氏の君は藤の花に誘われて、とある荒れ果てた邸を訪ねる。そこは、源氏の君の訪れを信じてひたすら待ち続けていた常陸宮の姫君（末摘花）の邸であった。画面右は荒れ果てた末摘花の邸。源氏の君の従者・惟光は馬の鞭で露払いをしつつ邸内に入る。その後に続く源氏の君。
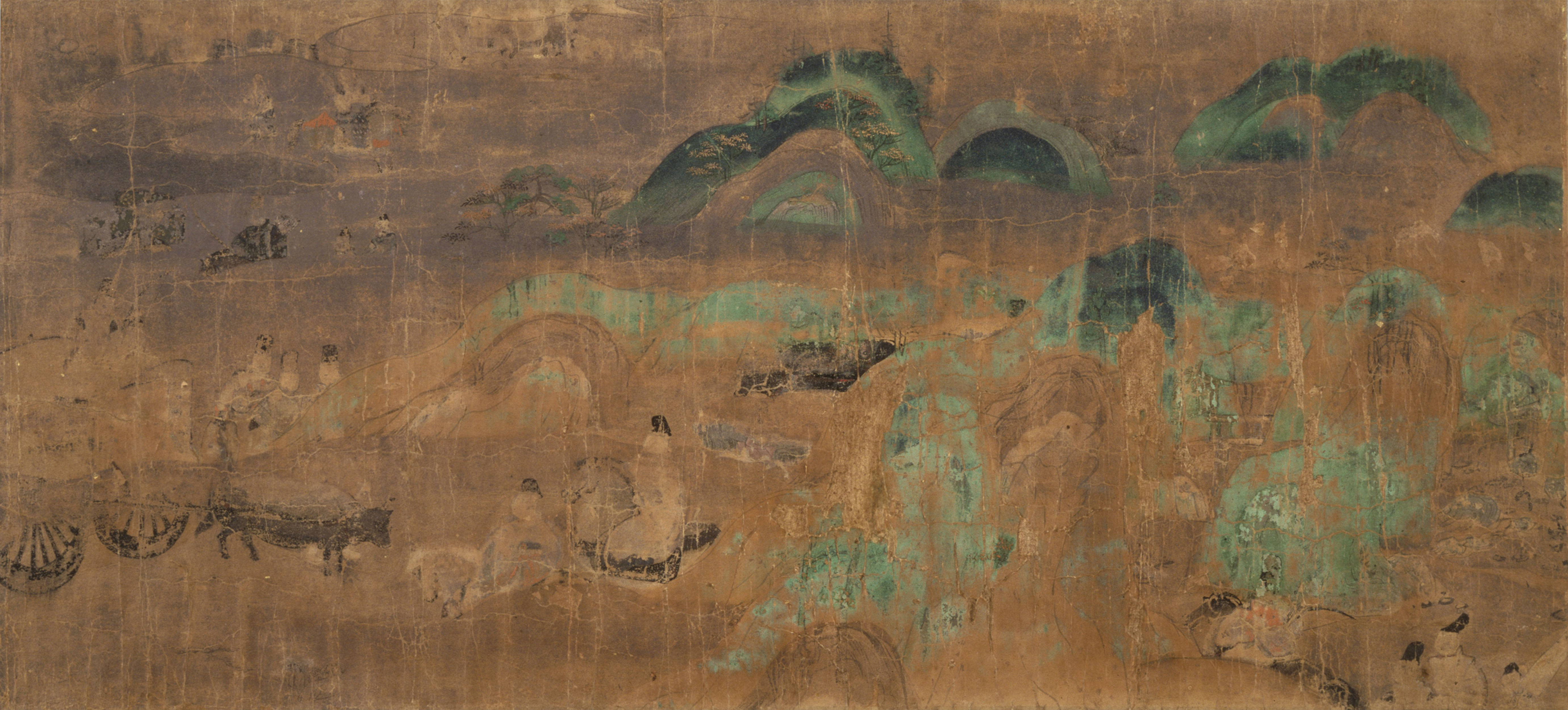
関屋 秋九月、夫の常陸介の任期が終わり、任地から京へ帰る空蝉の一行は、逢坂の関で石山寺参詣途上の源氏の君の一行と偶然すれ違う。
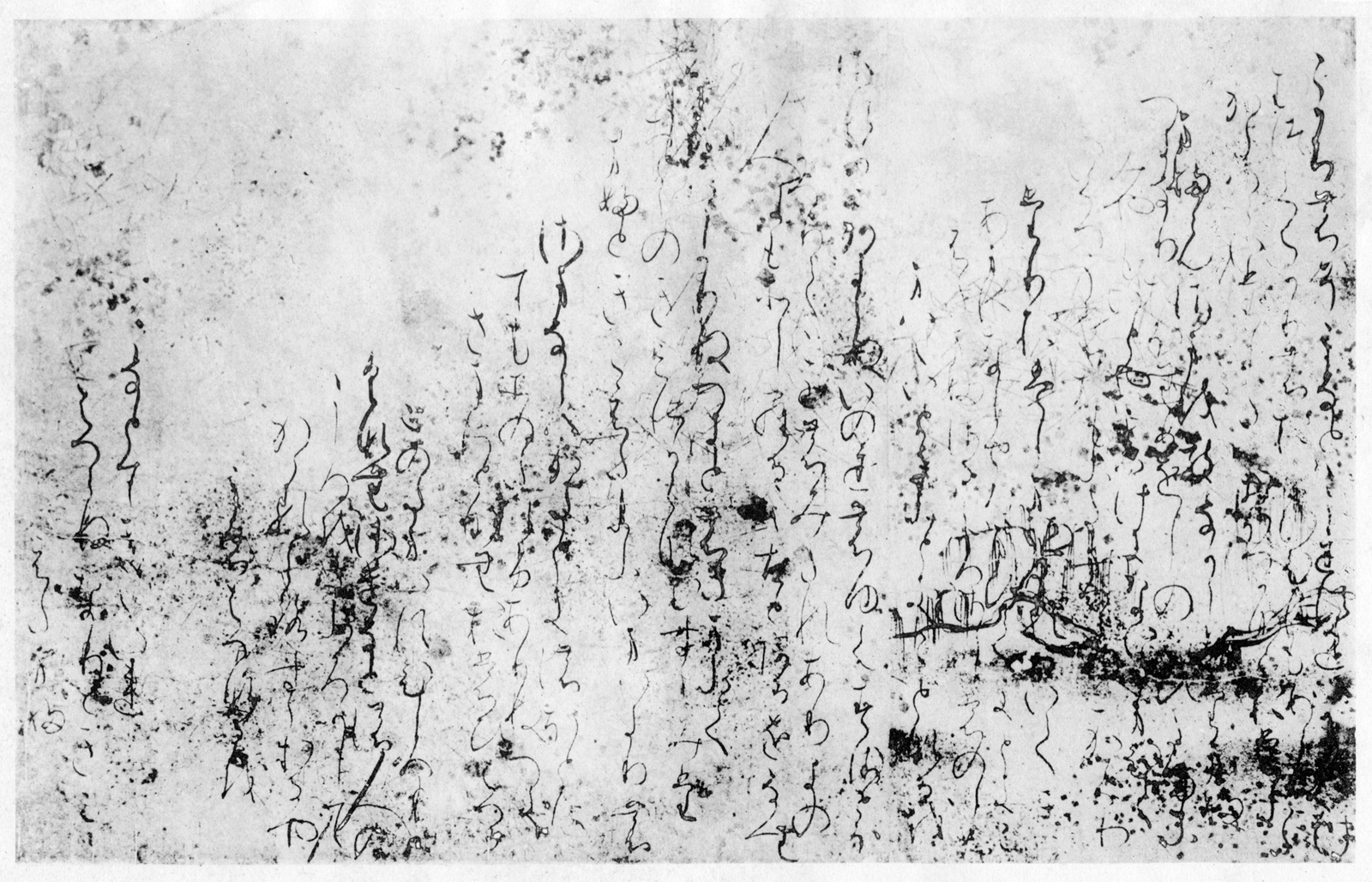
柏木 詞書
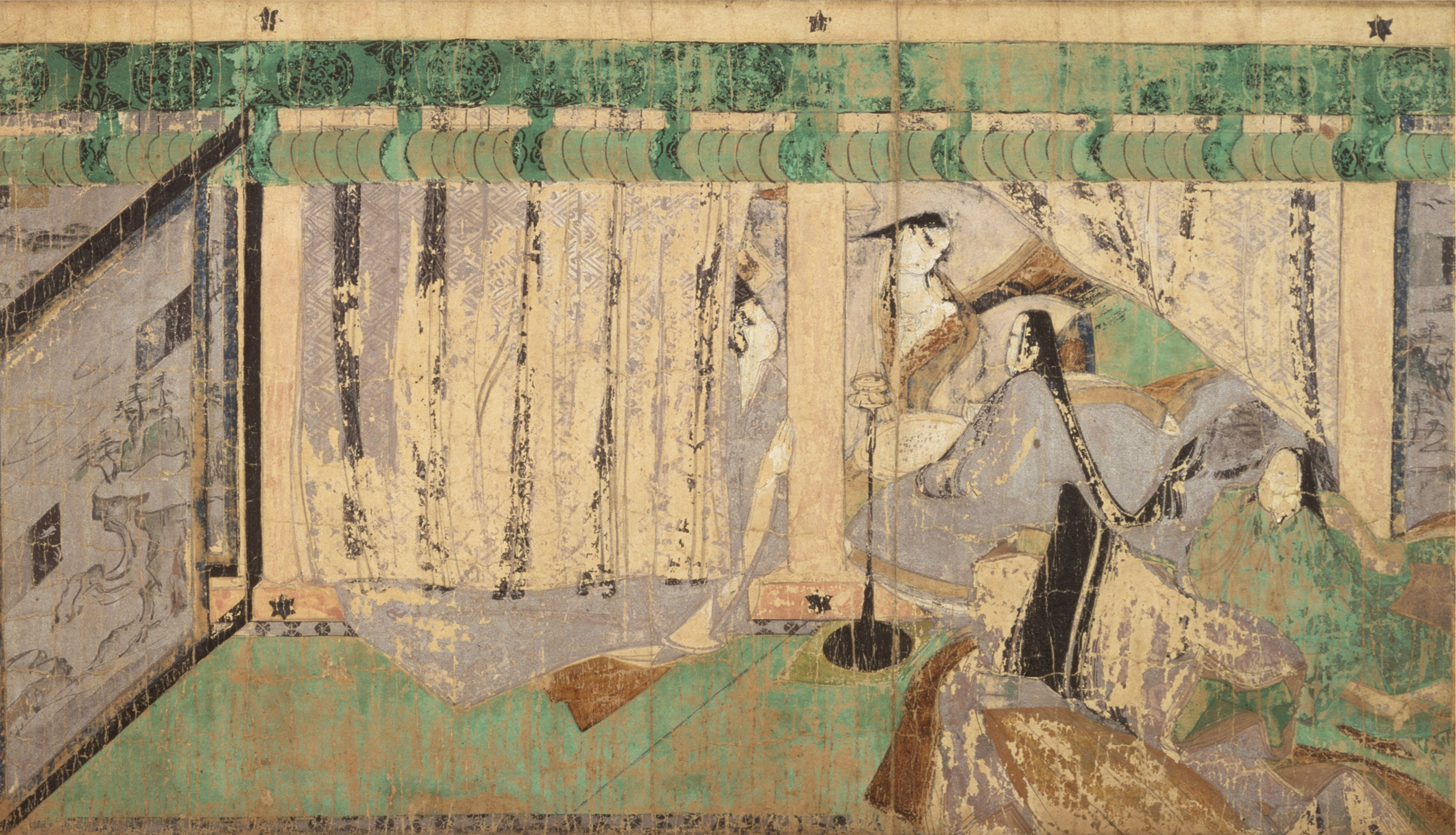
横笛 夕霧（中央の柱の左）は亡き友・柏木の夢を見て目が覚めた。それに驚いたのか、赤子が目を覚まして泣き出す。妻の雲井雁（奥の女性）は若君に乳を含ませつつ、夜歩きの絶えない夫夕霧に恨み事を言う。
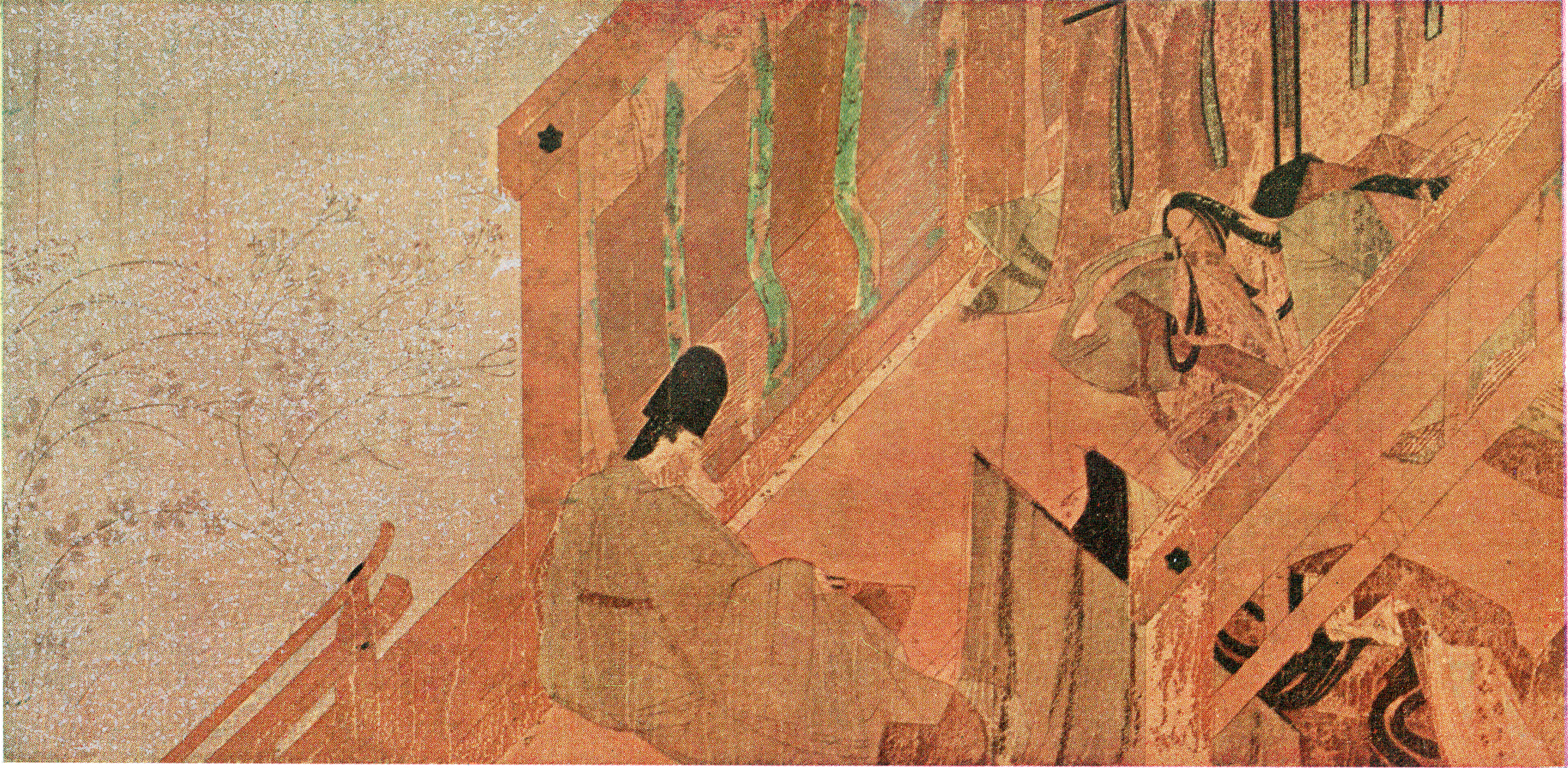
御法
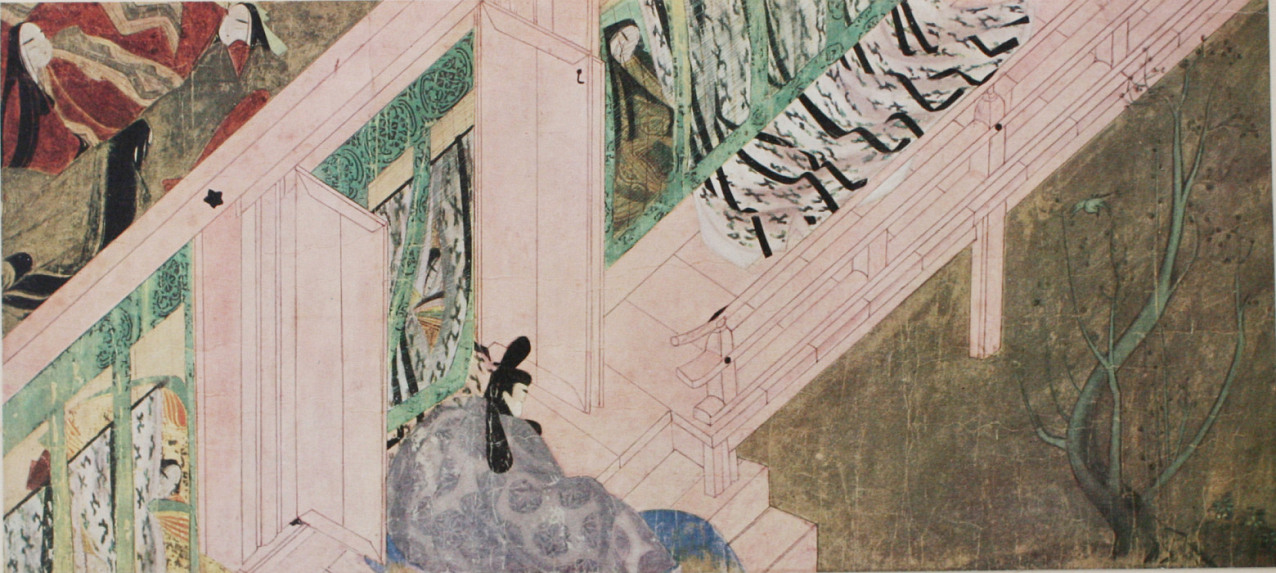
竹河一 正月一日の夕方、玉鬘邸を訪れた薫。
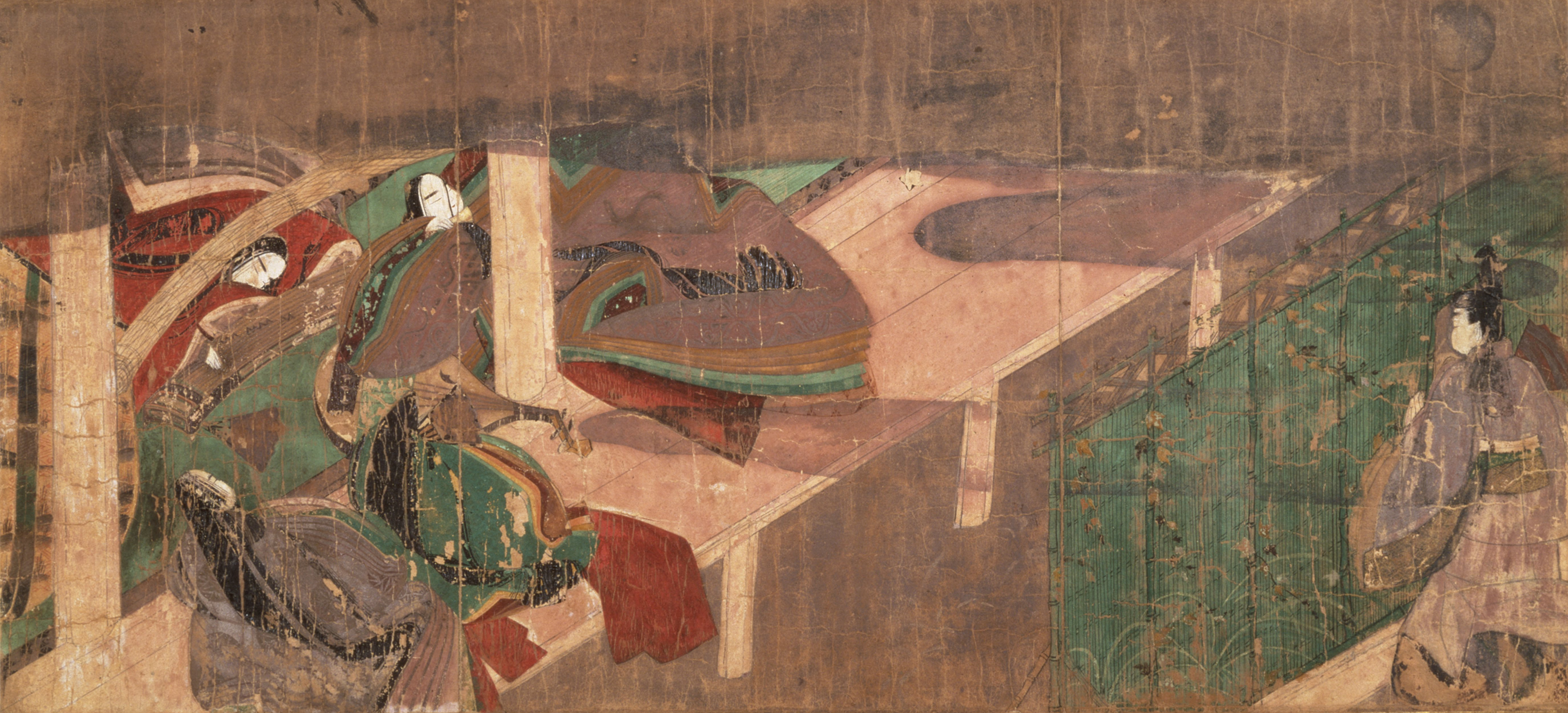
橋姫 八の宮の宇治の山荘。晩秋の一夜、薫は八の宮の姫君である大君、中の君の姉妹を垣間見る。邸内には筝の琴と琵琶を合奏する姉妹。
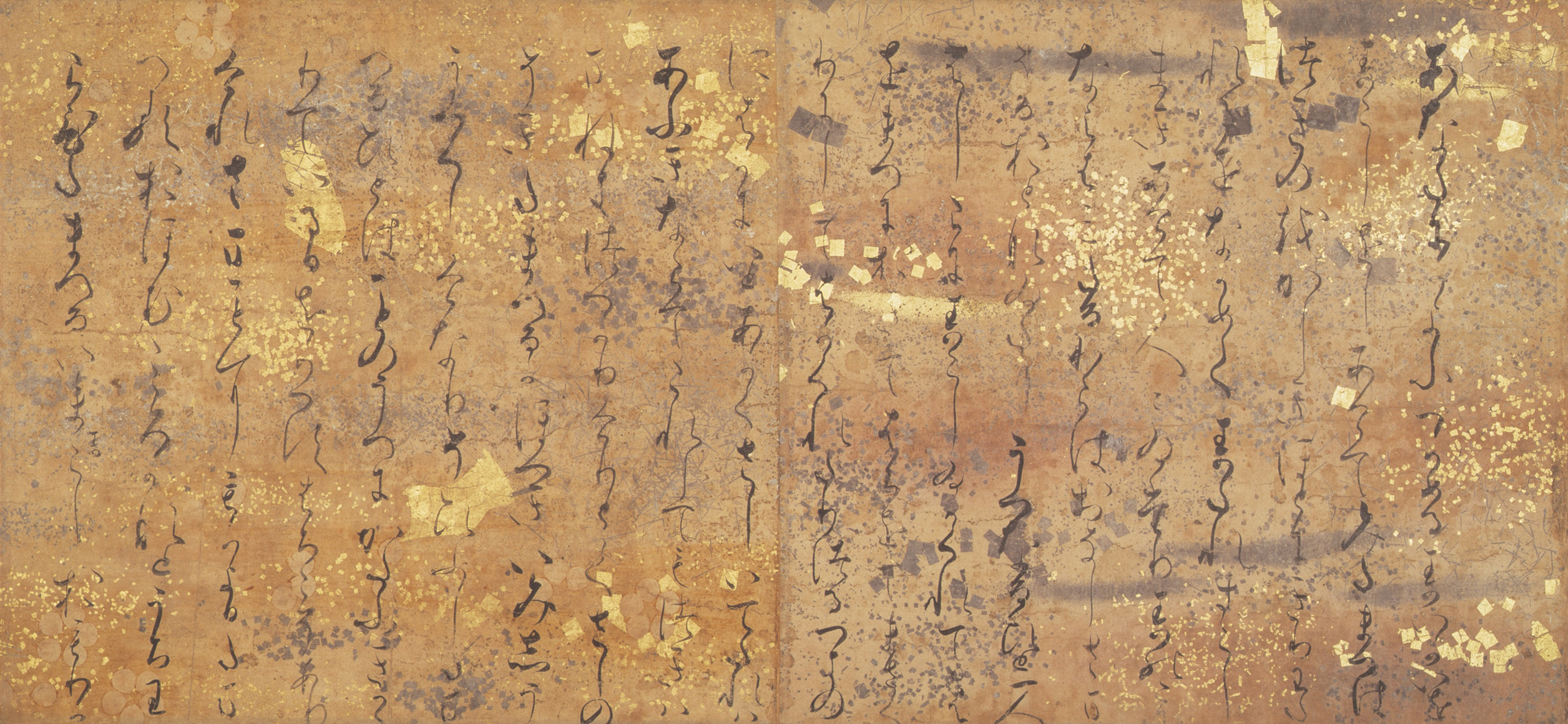
橋姫 詞書
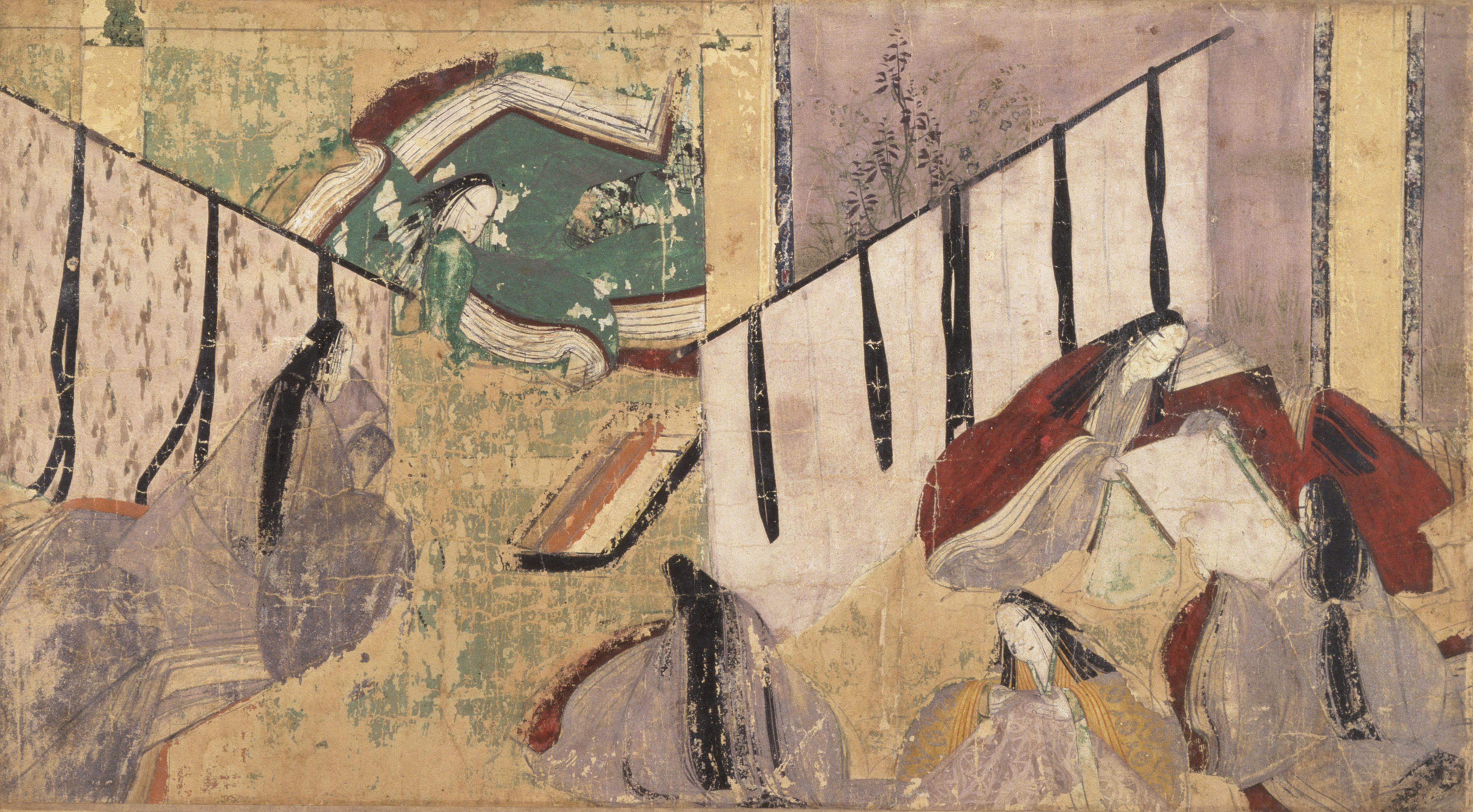
早蕨 奥にいる萌黄色の袿の女性は宇治の中の君。中の君は宇治から匂宮の二条の邸に引き移る準備をしており、一人宇治に残る弁の尼との別れを惜しむ。周囲は引越しの準備に忙しい女房たち。
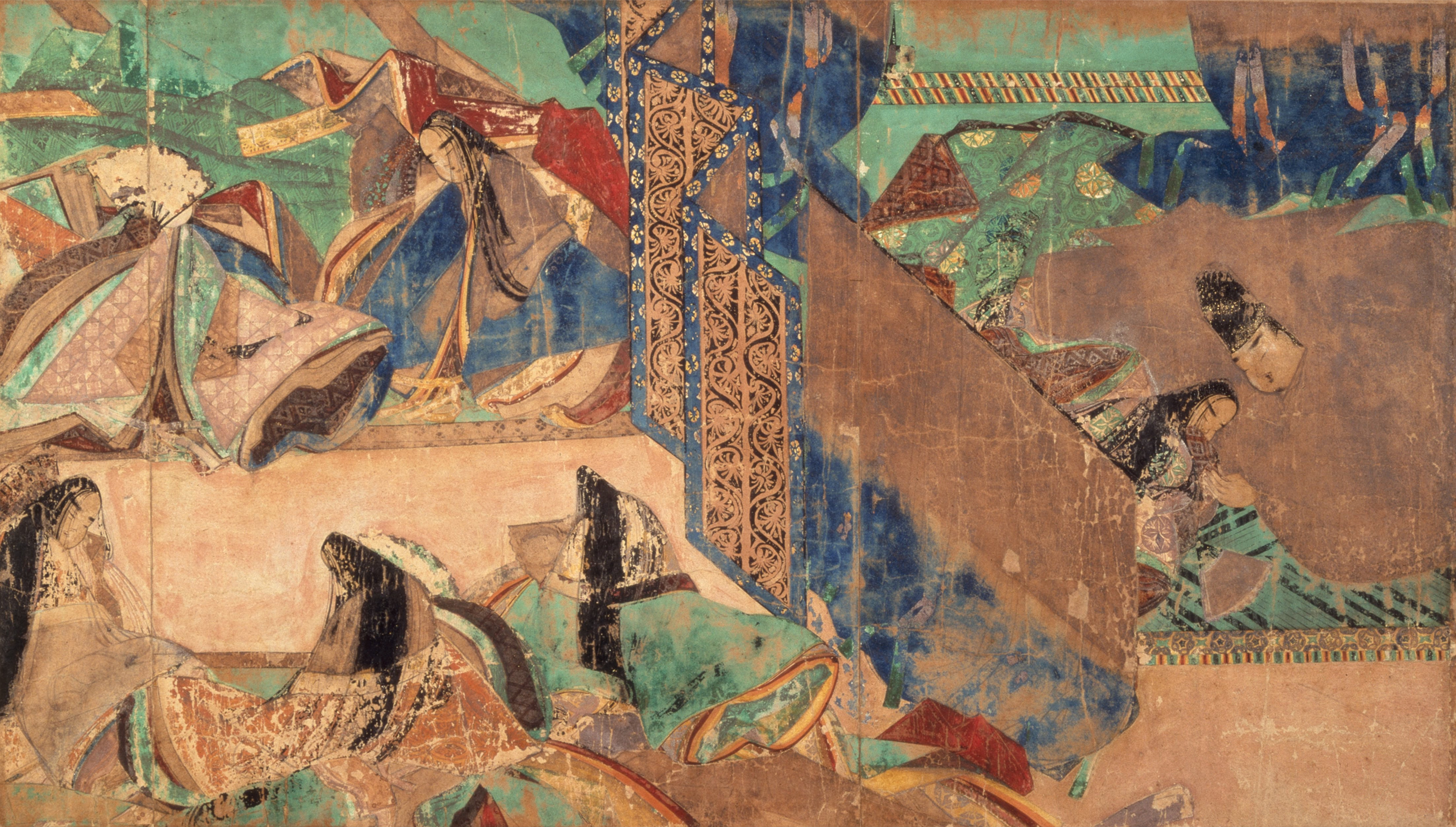
宿木二 場所は夕霧左大臣の邸。画面右手は匂宮と六の君（夕霧の娘）。左は女房たち。六の君と婿の匂宮の露顕（ところあらわし）の場面。
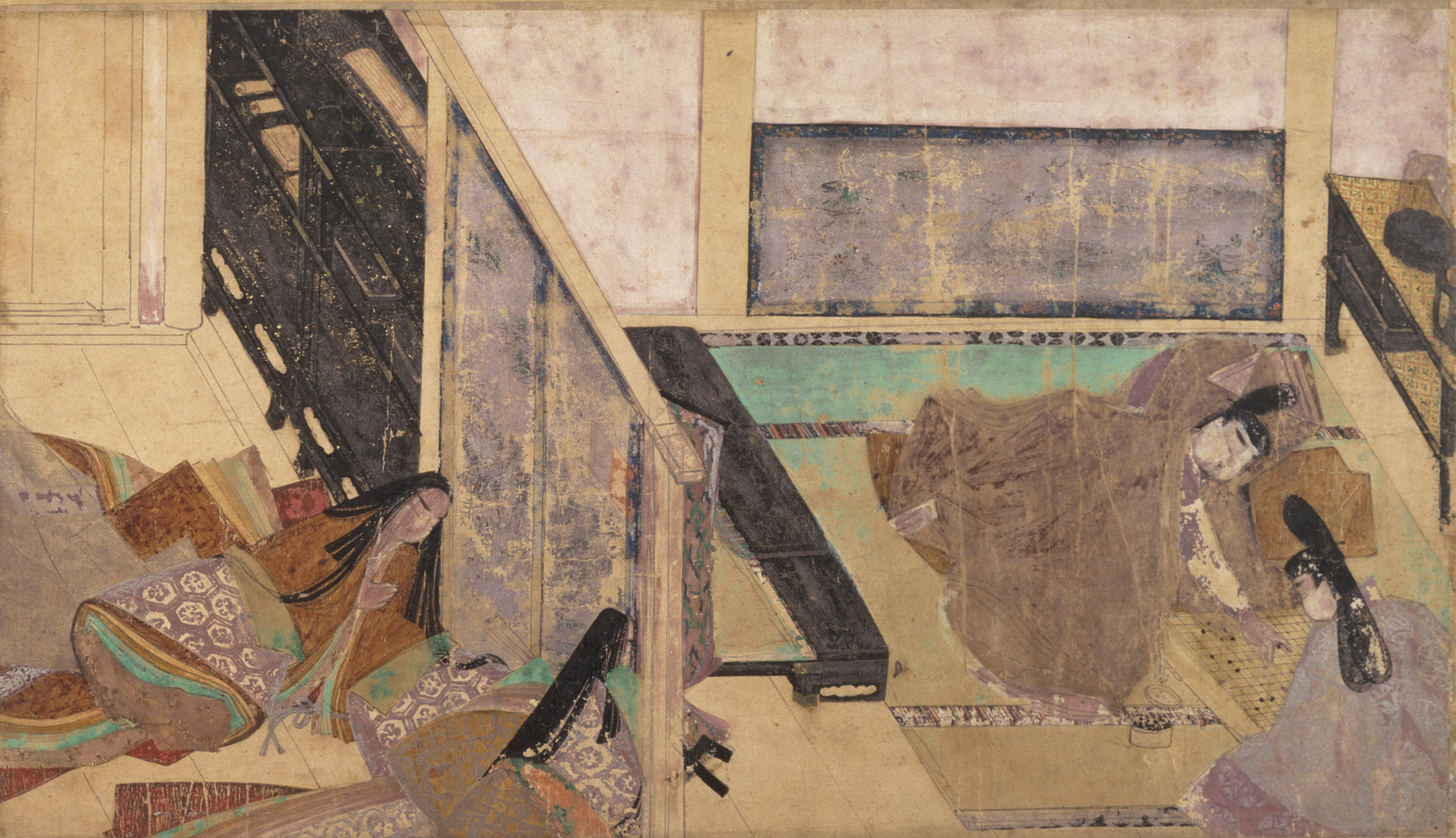
宿木一 今上帝は薫を囲碁の相手に召す。囲碁に勝った薫に対し、帝は和歌に託して女二の宮降嫁をほのめかす。碁盤を挟んで奥が帝、手前が薫。
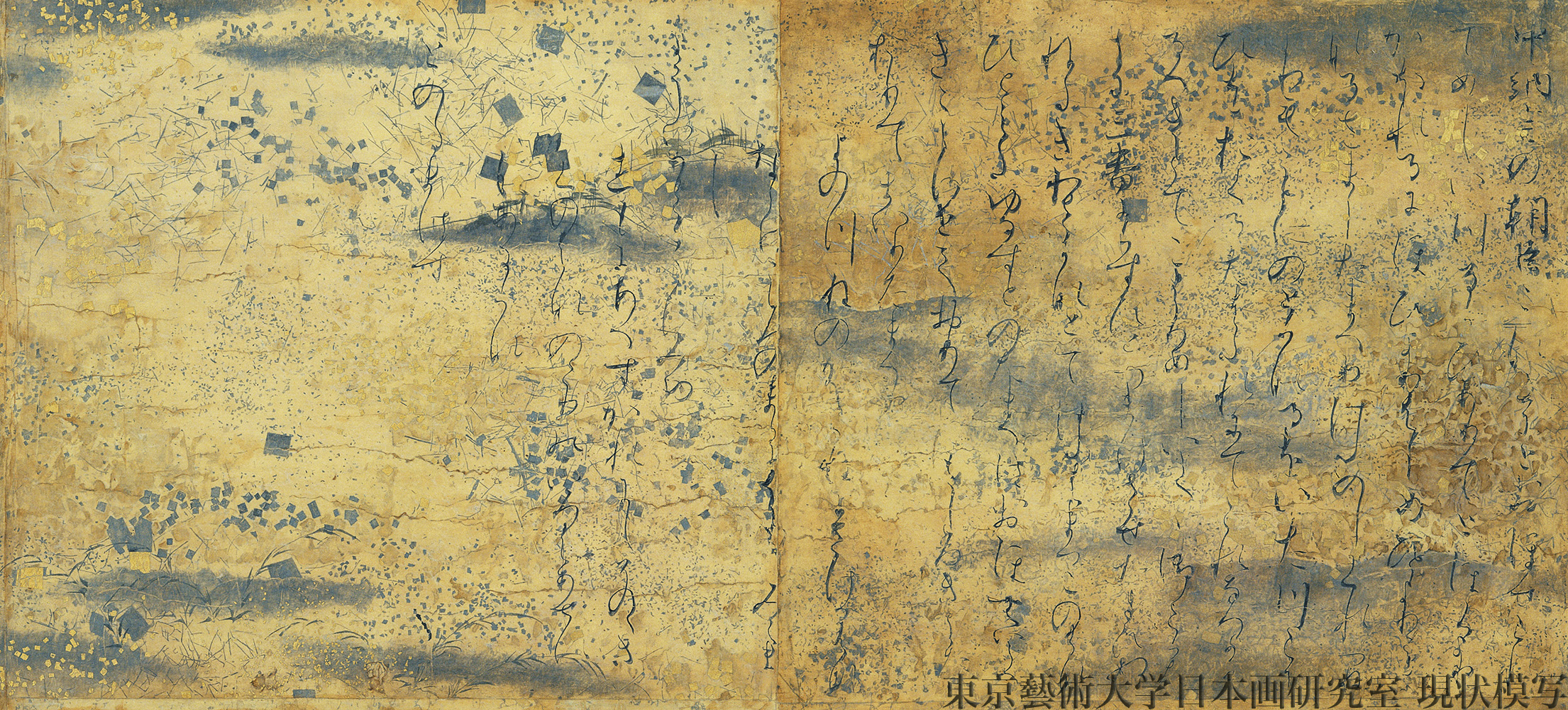
宿木 詞書
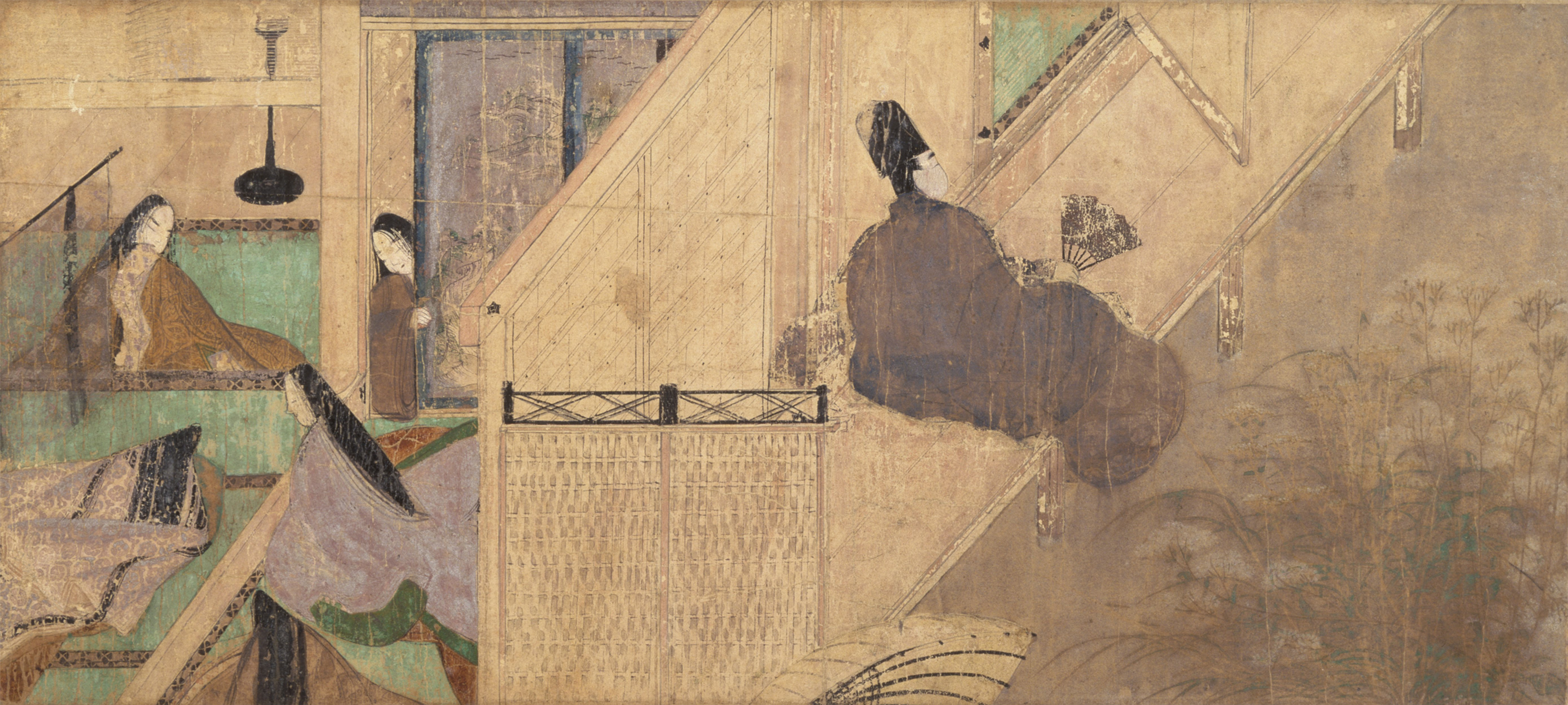
東屋二 秋九月、薫は三条にある浮舟の隠れ家を訪ねる。
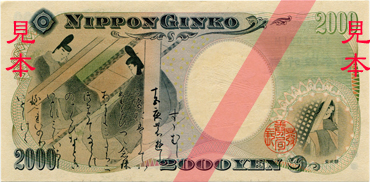
二千円紙幣D券裏面

## 小説
- 『愛と野望 源氏物語絵巻を描いた女たち』　長谷川美智子（文芸社、2012年（平成24年）2月）

## テレビ番組
- ハイビジョンスペシャル「よみがえる源氏物語絵巻」（2001年12月12日、BSハイビジョン）[21]
- ハイビジョンスペシャル「よみがえる源氏物語絵巻　平安絵師との対話」（2003年4月3日、BSハイビジョン）[22]
- ハイビジョンスペシャル「よみがえる源氏物語絵巻　心を秘めた平安の色」（2004年5月3日、BSハイビジョン）[23]
- ハイビジョンスペシャル「よみがえる源氏物語絵巻　平安の恋　四季に重ねて」（2005年4月14日、BSハイビジョン）[24]
- ハイビジョンスペシャル「よみがえる源氏物語絵巻　浄土を夢見た女たち」（2005年11月17日、BSハイビジョン）[25]